# Stanhopea pozoi
Stanhopea pozoi är en orkidéart som beskrevs av Dodson och David Edward Bennett. Stanhopea pozoi ingår i släktet Stanhopea och familjen orkidéer. Inga underarter finns listade i Catalogue of Life.